# Bob Dill
Pour les articles homonymes, voir Dill.
Bob Edward Dill, né le 25 avril 1920 à Saint Paul au Minnesota (États-Unis) et mort le 16 avril 1991, est un joueur professionnel de hockey sur glace américain. Il évolue au poste de défenseur dans la Ligue nationale de hockey (LNH).
Dill n'a joué que durant deux saisons avec les Rangers de New York dans les années 1940. Il a joué un total de 76 matchs et a enregistré 15 buts et 15 aides pour un total de 30 points.